# Mosaïc
Pour les articles homonymes, voir Mosaïc (homonymie).

La collection Mosaïc a été lancée en juin 2012 par les éditions Harlequin.
Cette collection grand format propose tous les genres de la fiction grand public : suspense psychologique, thriller, roman contemporain et historique, comédie romantique ou encore littérature érotique. Les livres Mosaïc sont disponibles en librairie, grandes enseignes culturelles, grandes surfaces et en livre numérique.

## Liste des titres parus
- Anne Barton, Secrets et préjugés : Les Honeycote T1
- Anne Barton, Orgueil et volupté : Les Honeycote T2
- Anne Barton, Le bal de Mayfair : Les Honeycote T3
- Karma Brown, Des millions de larmes et de rires
- Diane Chamberlain, Une vie plus belle
- Susan Crawford, Qu'est-il arrivé à Celia Steinhauser ?
- Sylvia Day, Aftershock
- Sylvia Day, Afterburn
- Meg Donohue, Nous étions les filles de la plage
- Meg Donohue, La fille qui cherchait son chien (et trouva l'amour)
- Lori Foster, La peur à fleur de peau
- Lori Foster, Le passé dans la peau
- James Grippando, Opération Cash
- James Grippando, Les profondeurs
- Heather Gudenkauf, Le souffle suspendu
- Adena Halpern, Les dix plus beaux jours de ma vie
- Rosalie Ham, Vengeance haute couture
- Paige Harbison, Moi et Becca
- Paige Harbison, Bridget
- Hannah Harrington, Plus loin, plus près
- Megan Hart, L'ange qui pleure
- Kristan Higgins, L'Amour et tout ce qui va avec
- Kristan Higgins, L'homme idéal... ou presque : Gideon's Cove T1
- Kristan Higgins, Amis et RIEN de plus...
- Kristan Higgins, Les dix plus beaux jours de ma vie
- Kristan Higgins, Tout sauf le grand Amour
- Kristan Higgins, A un détail près
- Kristan Higgins, Trop beau pour être vrai
- Elaine Hussey, La petite fille de la rue Maple
- Lisa Jackson, Piège de neige
- Pam Jenoff, La fille de l'ambassadeur
- Alex Kava, Au cœur du brasier
- Alex Kava, Effroi
- Mary Kubica, Une fille parfaite
- Mary Kubica, L'inconnue du quai
- James Lilliefors, Le dernier psaume
- Chrissie Manby, Une semaine légèrement agitée
- Katie McGarry, Plus forts à deux
- Rick Mofina, Zone de contagion
- Jason Mott, Face à eux
- Alyson Noël, Rivalité
- Brenda Novak, Repose en enfer
- Brenda Novak, Tu seras à moi
- Anne O'Brien, Le lys et le léopard
- Anne O'Brien, Scandaleuse lady Katherine
- Michelle Painchaud, Dans la peau d'Erica
- Amy Reed, Le jour où tu es revenue
- Amy Reed, Invincible
- Tiffany Reisz, Sans limites : Chroniques d'une initiée T1
- Tiffany Reisz, Sans remords : Chroniques d'une initiée T2
- Tiffany Reisz, Sans détour : Chroniques d'une initiée T3
- Tiffany Reisz, Sans peur : Chroniques d'une initiée T4
- M.G. Reyes, Emancipés
- Emilie Richards, Le bleu de l'été
- Emilie Richards, La saveur du printemps
- Nora Roberts, Possession
- Nora Roberts, Petits délices et grand amour
- Nora Roberts, L'ombre du mystère
- Nora Roberts, Rêve d'hiver
- Nora Roberts, La saga des O'Hurley : Les O'Hurley T1
- Nora Roberts, L'été des amants
- Nora Roberts, L'ombre du mystère
- Nora Roberts, Retour au Maryland
- Rosemary Rogers, Les nuits de Ceylan
- Rosemary Rogers, Un palais sous la neige : Au cœur de la Russie impériale T1
- Rosemary Rogers, L'intrigante : Au cœur de la Russie impériale T2
- Rosemary Rogers, Une passion russe : Au cœur de la Russie impériale T3
- Karen Rose, Personne pour t'entendre
- Karen Rose, Pour que tu n'oublies pas
- Gena Showalter, Alice au pays des zombies
- Gena Showalter, Alice et le miroir des maléfices
- Gena Showalter, La reine des zombies
- Gena Showalter, Zombie Party
- Daniel Silva, L'espion anglais
- Karin Slaughter, Cheveux blonds, yeux bleus
- Karin Slaughter, Pretty girls
- Jack Soren, Le monarque
- Antoinette Van Heugten, La disparue d'Amsterdam
- Louise Vianey, Une mariée de trop